# 6-メチルクマリン
6-メチルクマリン（英: 6-Methylcoumarin）はクマリンの誘導体の一種である。化学式はC10H8O2。

## 用途
香料として使用される。食品向けでは清涼飲料に5.2ppm、アイスクリームに4.8ppm、焼き菓子に24ppmほど。低濃度ではバニラやココナッツのような甘味があるが、50ppmを越えると苦味を感じる。香粧品の製品重量中の通常の使用濃度は、石鹸で0.01%、ローションで0.005%、香水で0.04%ほどである。

## 光毒性
本物質は光毒性を持つと考えられている。1970年代、サンスクリーン剤を使用した人に皮膚炎が多発した。調査したところ、香料として6-メチルクマリンが使われていたことが分かった。本物質は平面的な分子構造で、DNAの塩基対間に入り込む。その状態で紫外線を浴びると励起状態となり、DNAのうちピリミジン塩基と結合する。これをきっかけに皮膚の紅斑、日焼けに似た炎症や痛み、症状が重い場合には水泡などを生じる。この症状は紫外線を浴びた直後ではなく37～72時間後に発生する。急性症状のあと、色素過剰となる状態が数週間ないし数カ月続く。6-メチルクマリンが多いほど、また紫外線の量が多いほど炎症が重くなる。その後の研究で、クマリンの誘導体である7-メチルクマリンやヘルニアリンも同様の光毒性を持つことが明らかになり、この用途では使用されなくなった。

## 製造
6-メチルクマリン-3-カルボン酸を300～340℃に加熱する、硫酸の存在下でのp-クレゾールジスルホン酸とフマル酸との縮合などの製造方法がある。